# Alexandre-Eugène Volfius
Alexandre-Eugène Volfius est un homme politique français né le 19 juin 1743 à Dijon (Côte-d'Or) et décédé le 25 juillet 1805 dans la même ville.
Fils d'un procureur au Parlement de Dijon, il devient avocat. Il est député du tiers état aux états généraux de 1789 et prête le serment du jeu de Paume. Il fait partie des comités des finances et des subsistances. Il est commissaire central de son département sous le Directoire et devient conseiller de préfecture en 1802.
Il est le frère cadet de Jean-Baptiste Volfius (1734-1822), prêtre qui est évêque constitutionnel de la Côte d'Or de 1790 à 1801.